# Castell de Pettingen
El Castell de Pettingen (en francès: Château de Pettange; en luxemburguès: Waasserbuerg Pëtten) es localitza al sud-oest de la vila de Pettingen a uns 4 km al nord de la comuna de Mersch en el centre de Luxemburg. És un dels castells fortificats millor conservats del país.

## Història
Al segle x la fortalesa era coneguda com a «Pittigero Mazini» però va rebre el nom de Pettingen al segle xiii. Cap al final de l'edat mitjana, els senyors de Pettingen eren membres importants de la societat de Luxemburg. Van estar presents a les noces d'Ermesinda I de Luxemburg, al coronament d'Enric IV de França i a la signaturadel contracte matrimonial de Joan el Cec.
A començaments del segle xiv Arnold de Pettingen es va casar amb Margaridade Rousy, la besneta d'Ermesinda. El seu net, anomenat Jean, va lluitar per Renat II de Lorena a la guerra contra Carles el Temerari, duc de Borgonya. En venjança, Carles va destruir per complet el castell de Pettingen els tresors del qual van ser confiscats pel Governador de Luxemburg el 1494. Tanmateix, com a resultat d'un decret fet al Gran Consell de Malinas el 1503, la meitat dels tresors van ser tornats i el castell va ser reconstruït a la seva forma actual. Les quatre torres a les cantonades es van afegir el 1571. El 1684 les tropes de Lluís XIV de França van bombardejar el castell, deixant-lo tal com es troba avui. Les ruïnes, que pertanyien a la casa de Créhange, van ser heretades pel Comte de Lapérouse els descendents del qual ho van vendre al comtat d'Arenberg el 1837. L'any 1910 el seu descendent, el príncep d'Arenberg, treu tot el valor del castell. El 1920, el mur sud es va esfondrar.
El 1947 el castell va ser adquirit per l'Estat de Luxemburg. Es van efectuar treballs de consolidació als murs i a les dues torres del castell el 1950.
Les ruïnes estan obertes al públic. Les muralles amb dues torres rodones al costat nord-est continuen en peu. La seu forma un quadrat de 30 per 30 metres, envoltat d'una antic fossat de 15 metres d'ample alimentat pel Weillerbach que desembocava en el riu Alzette.

## Galeria

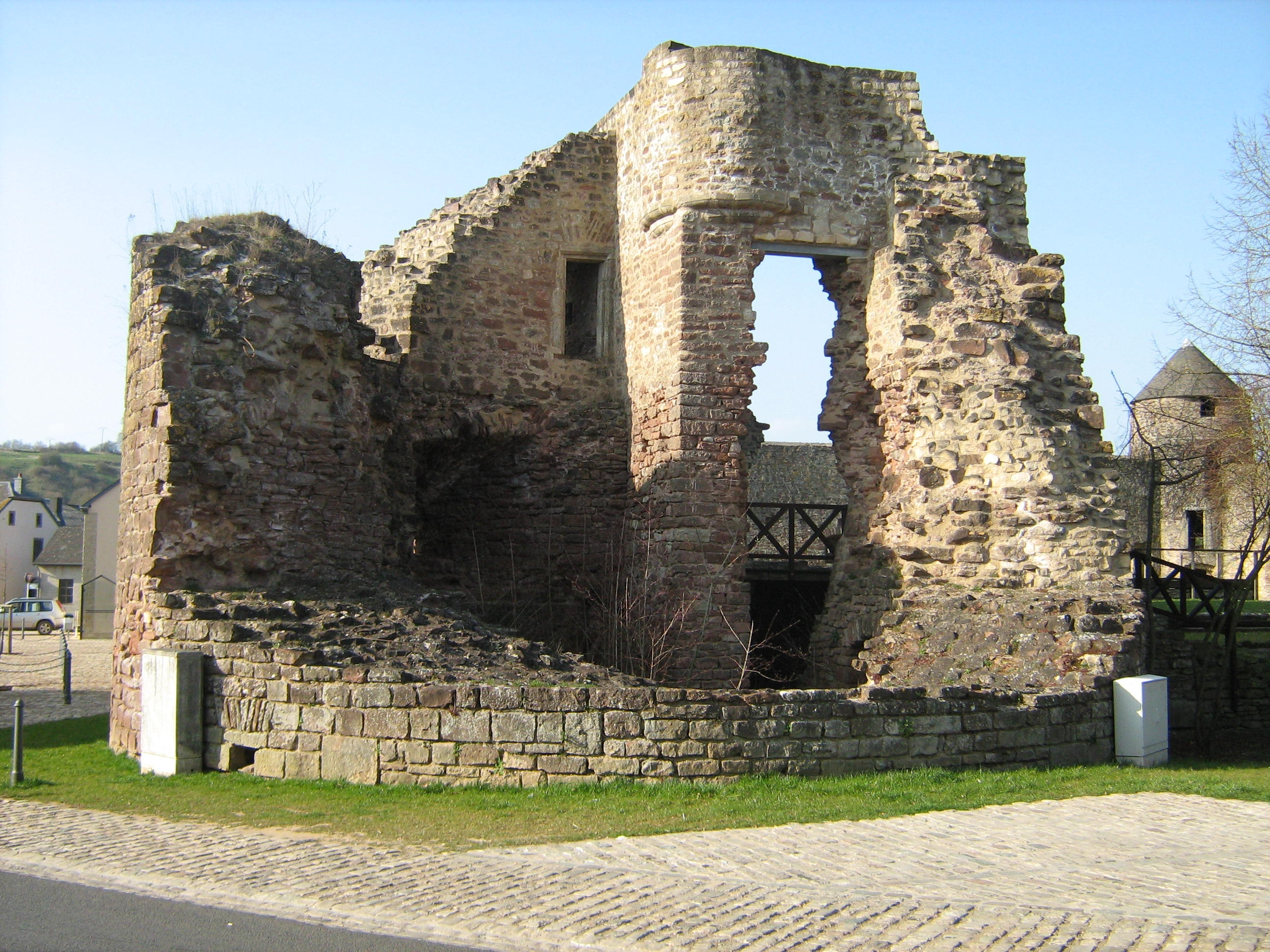
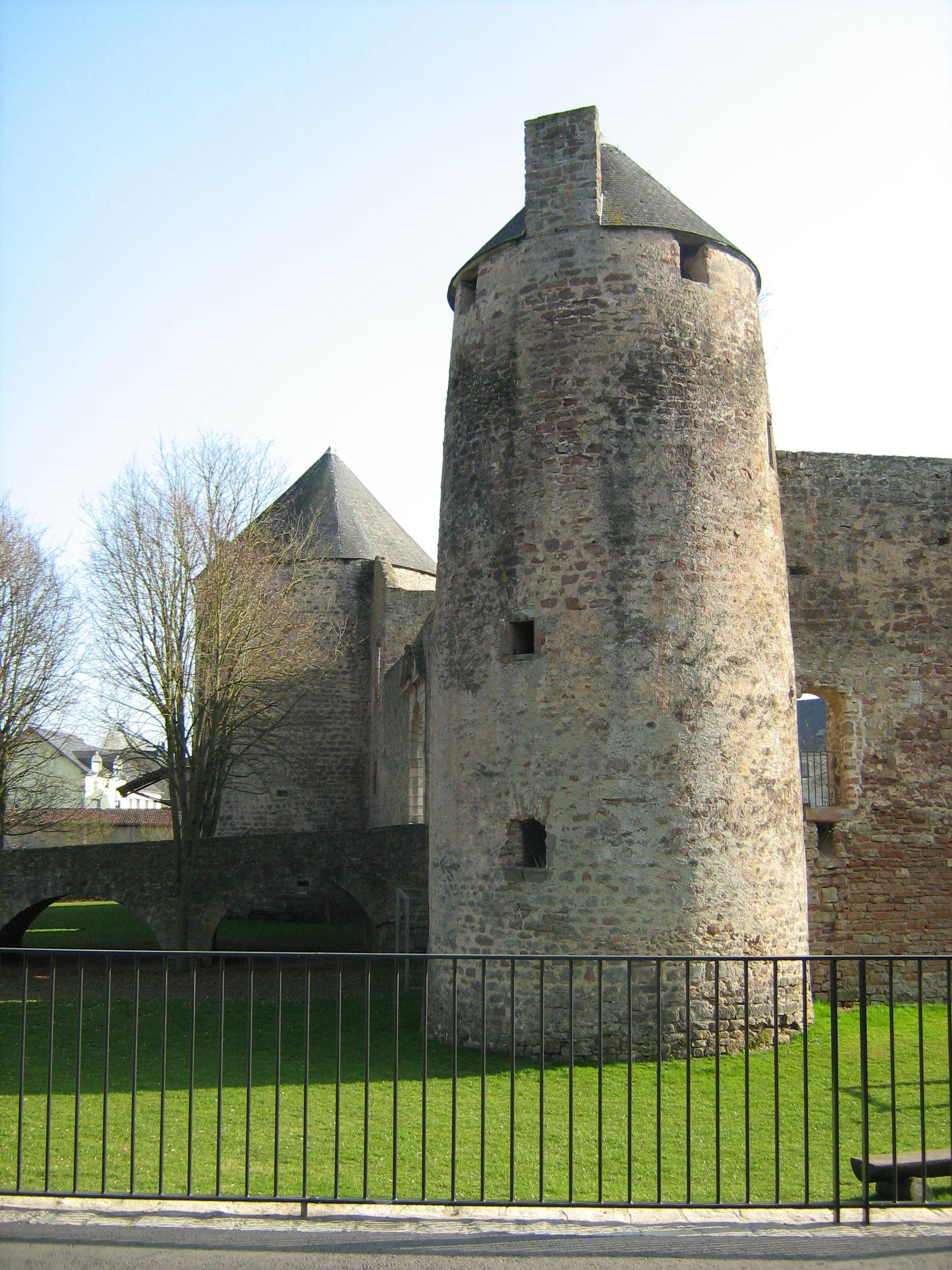
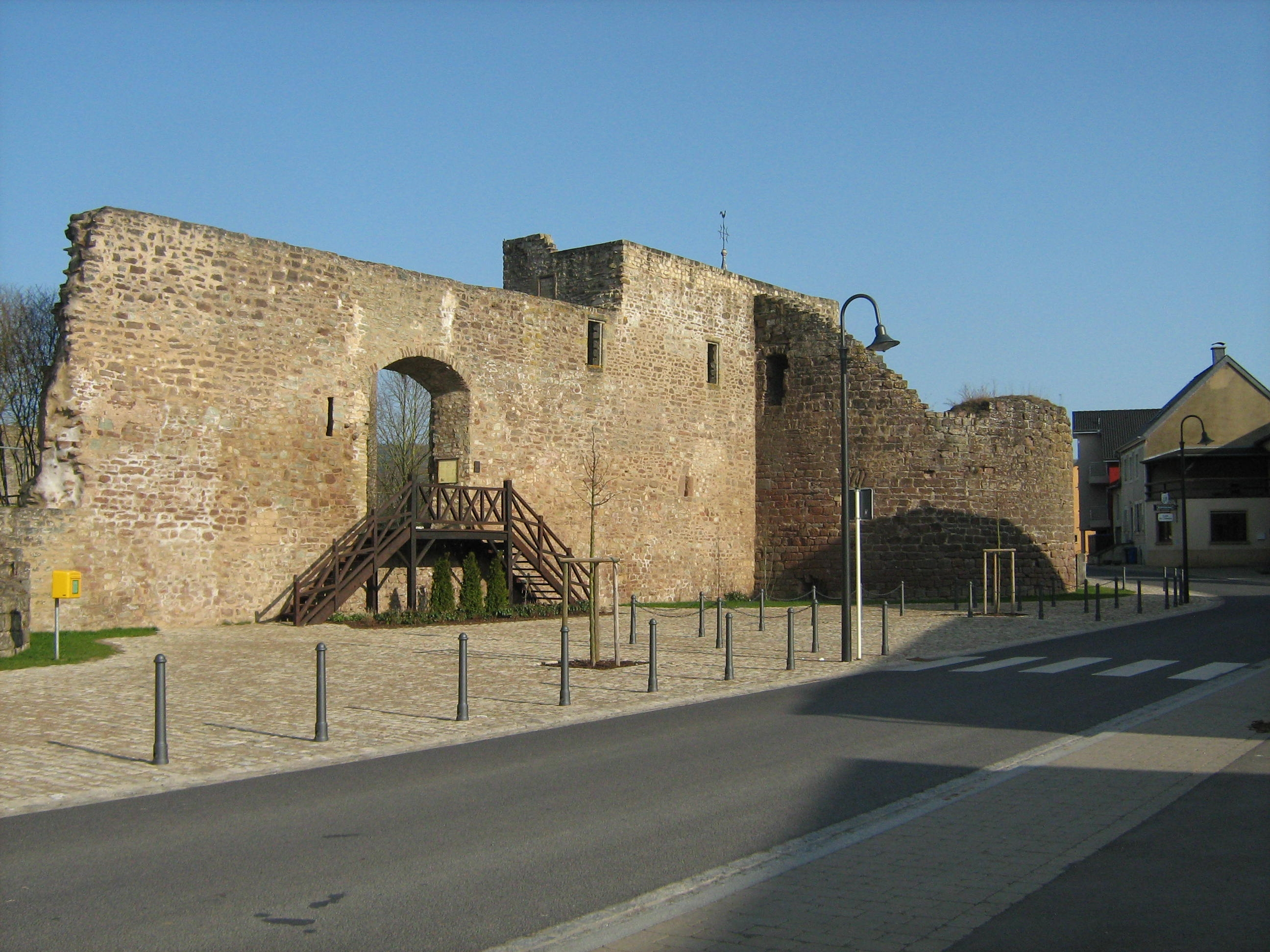